# Гамарлинский, Ахмед
Ахмед Гашим оглы Гамарлинский (азерб. Əhməd Qəmərlinski; настоящая фамилия Меликов; 9 мая 1880, Баку — 9 марта 1952, Баку), известный также как Ахмед Гамарли (азерб. Əhməd Qəmərli) — азербайджанский и советский актёр театра и кино, театральный режиссёр, драматург. Заслуженный деятель искусств Азербайджанской ССР (1940).

## Жизнь и творчество
Ахмед Гашим оглы Меликов родился 9 мая 1880 года в Баку в семье купца. Когда Ахмеду было десять лет, отец отправил его в мектеб Мирзы Джавада в Ичери-шехере. Мирза Джавад, заметив острый ум и трудолюбие ребенка, предложил его отцу отдать сына в русскую-татарскую школу. Ахмед и здесь выделялся среди своих сверстников. Позднее по инициативе своих учителей он продолжил свое образование в школе Султан Меджида Ганизаде. Здесь он учится вместе с будущими известными деятелями азербайджанской сцены Гусейном Араблинским и Мир Махмудом Казимовским.
С этого периода у Ахмеда начал проявляться интерес к исполнительскому искусству. Впервые Гамарлинский вышел на сцену в 1907 году в составе «Театральной труппы мехелле» в Балаханах в поставленном актёрами-любителями спектакле Наджаф-бека Везирова «Имя есть, самого нет» в роли Джаннетали. Позднее, в 1909 году, он сыграл эту роль в театральной труппе благотворительного общества «Ниджат», в составе которого исполнял и другие роли. Но наибольшую известность молодому актёру принесла роль Иблиса в постановке пьесы Абдуррагим-бека Ахвердиева «Волшебница Пери». В 1912 году даже были выпущены плакаты с его изображением в этой роли.
Исследования театроведа профессора Ильхама Рагимли показывают, что псевдоним Гамарлинский ему дал Гусейн Араблинский, одним из учеников которого был Меликов. Так, во время возвращения с гастролей из села Гамарли, Араблинский предложил Меликову взять псевдоним Гамарлинский. Меликов не стал отказывать своему другу и с этого времени становится известным как Ахмед Гамарлинский.
В 1911 году труппа азербайджанского театра, которой руководил Ахмед Гамарлинский, приехала на первые гастроли театра в Туркестан. В Самарканде труппа показывала пьесы «Гаджи Кара» М. Ф. Ахундова, «Из под дождя да под ливень» и «Горе Фахраддина» Н. Везирова, «Ага Мухаммад шах Каджар» А. Ахвердиева. В Узбекистане Гамарлинский наряду с Али Аскером, Юнисом Наримановым, Сидги Рухуллой оказывал большую помощь в подготовке кадров и в создании репертуара.
Рагимли в своих исследованиях также пишет, что когда в 1919 году в результате объединения театральных трупп в Баку был создан Государственный драматический театр, Ахмед Гамарлинский был принят в актерскую труппу этого театра. Газета «Азербайджан» от 14 декабря 1919 года писала, что Ахмед Гамарли «был хорош» в роли Брабанцио из постановки «Отелло». Помимо работы в этом театре с 1921 по 1924 год он также работал актёром и режиссёром в Бакинском тюркском театре свободной критики и пропаганды, для которого также написал ряд пьес, такие как «Молла Заман», «За родину», «Сын партизана» и др. Известна также его авторская постановка «Лекаря поневоле» Мольера.
В 1938—1939 годах Гамарлинский работал в Азербайджанском государственном театре музыкальной комедии, где сыграл такие роли как Рустам-бек («Не та, так эта»), Кеблы Губад («]]Муж и жена»).
В 1940 году Ахмед Гамарлинский был удостоен почетного звания Заслуженного деятеля искусств Азербайджанской ССР.
Скончался Гамарлинский 9 марта 1952 года.

## Роли в театре
Азербайджанская драматургия
- Джаннетали («Имя есть, самого нет», Наджаф-бек Везиров)
- Иблис («Волшебница Пери», Абдуррагим-бек Ахвердиев)
- Байрам («Медведь, победитель разбойника», Мирза Фатали Ахундов)
- Мирза Хабиб («Приключения везиря Ленкоранского ханства», Мирза Фатали Ахундов)
- Намиг-паша («Покорение Эдирне», Джафар Джаббарлы)
- Шукру-паша («Покорение Эдирне», Джафар Джаббарлы)
- Иззет-паша («Битва при Триполи», Джафар Джаббарлы)
- Надир-шах Афшар («Надир-шах», Нариман Нариманов)
- Мирза Мехди-хан («Надир-шах Афшар», Нариман Нариманов)
- Дурсунали («Дурсунали и Баллыбады», Султан Меджид Ганизаде)
- Рустам-бек («Не та, так эта», Узеир Гаджибеков)
- Кебле Губад («Муж и жена», Узеир Гаджибеков).

Мировая драматургия
- Брабанцио («Отелло», Уильям Шекспир)
- Кассио («Отелло», Уильям Шекспир)
- Зоххак («Кузнец Гяве», Шемсеттин Сами)
- Шпигельберг («Разбойники», Фридрих Шиллер)
- Матрос («Интервенция», Лев Славин)

Роли в исполнении Ахмеда Гамарлинского
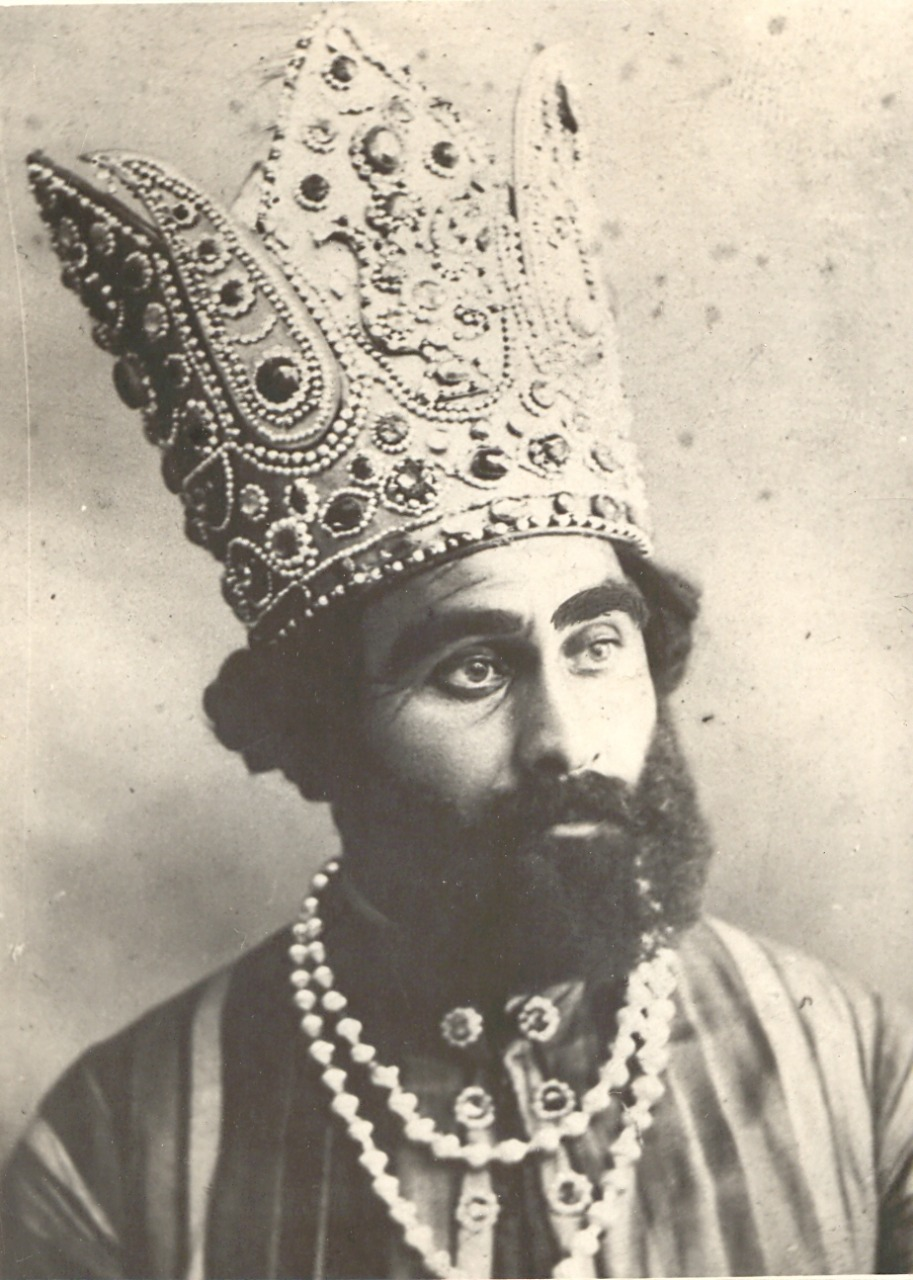
Надир-шах Афшар («Надир-шах» Наримана Нариманова). 1911
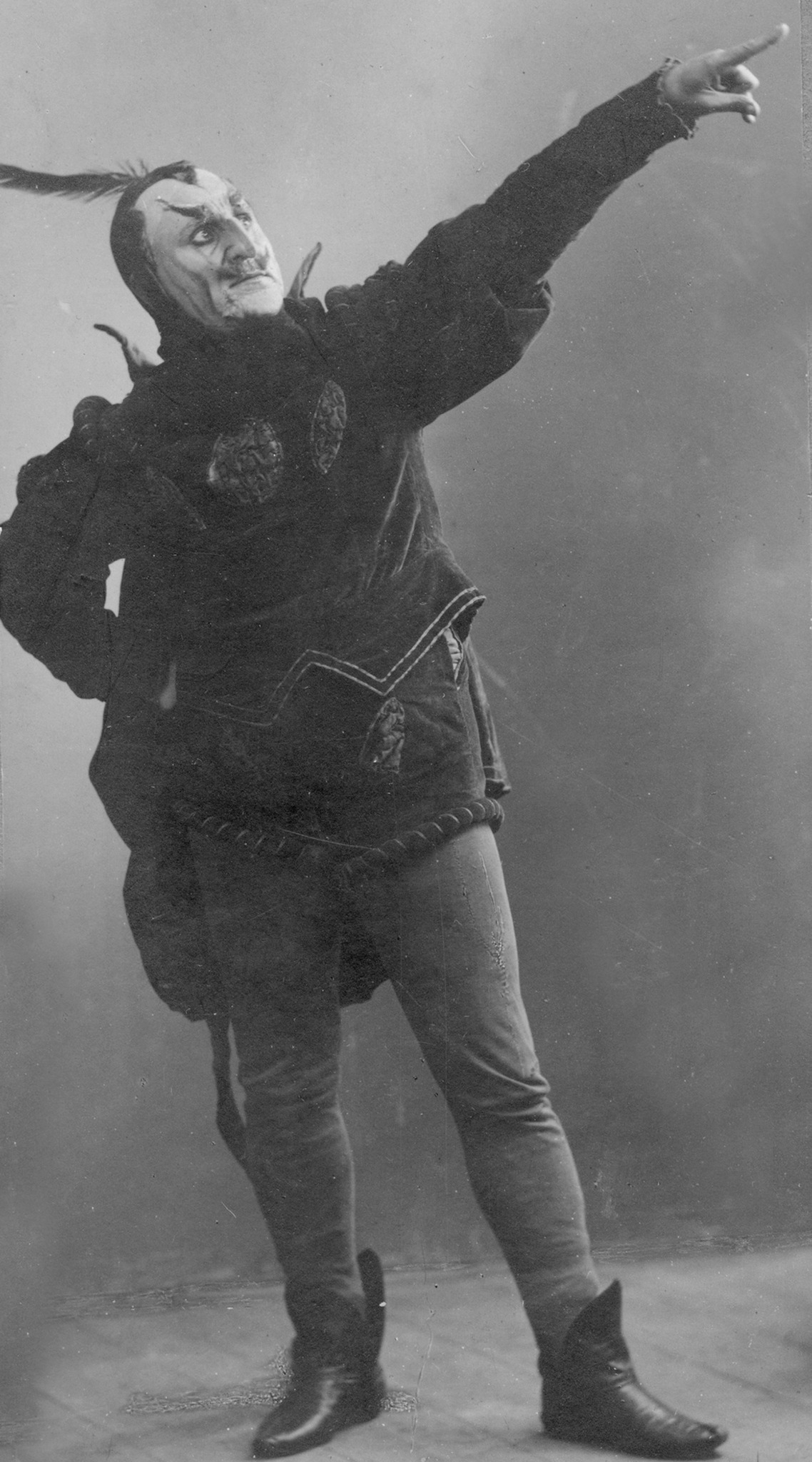
Иблис («Волшебница Пери», Абдуррагим-бека Ахвердиева). 1912

## Фильмография
| Год  |   | Название | Роль                          |
| ---- | - | -------- | ----------------------------- |
| 1934 | ф | Исмет    | Имя персонажа не указано      |
| 1936 | ф | Алмас    | работник сельсовета Балаоглан |
| 1938 | ф | 19-й год | Ахмед Алиев                   |
| 1941 | ф | Сабухи   | Имя персонажа не указано      |
| 1942 | ф | Сувенир  | Имя персонажа не указано      |

## Пьесы

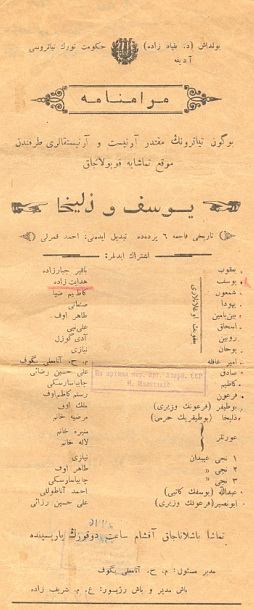
Афиша спектакля «Юсуф и Зулейха» А. Гамарлинского в Государственном тюркском театре имени Дадаша Буниятзаде

- «Жадность, или жизнь молодых людей»
- «Рустам и Зохраб»
- «Туфани-Кербела»
- «Макри-Занан»
- «Влюблённость и любовь»
- «Школа»
- «Результат визита»
- «Олух»
- «За родину»
- «Сын партизана»
- «Немецкий пёс»
- «Не буду учиться»
- «Гази»
- «Домохозяин Аббас»
- «Бахлул Даненде»
- «Молла Заман»
- «Мастер Гани»
- «Юсуф и Зулейха»
- «Тахир и Зохра»
- «Молитва ребенка»
- «Товар аршином».